# 高塚熊野神社
熊野神社（くまのじんじゃ）は、静岡県浜松市中央区高塚町にある神社である。旧社格は郷社。地名を冠した高塚熊野神社（たかつかくまのじんじゃ）の通称で知られている。

## 祭神
- 伊佐奈伎命 （いざなぎのみこと）
- 事解之男命 （ことさかのおのみこと）
- 速玉之男命 （はやたまのおのみこと）

## 歴史
後三条天皇の延久年間（1069年〜1073年）頃、諸国を旅していた熊野本宮大社の神主によって創建されたと伝えられている。
ある時、神主が「高い丘を作って人々を救え」という夢を見たため、神社の裏山に盛り土をした。その後、安政の大地震が発生し津波により大きな被害が出たが、この里の人々は神社の裏山に避難をして難を逃れることができたという。
別の説として、明応地震の津波の犠牲者をこの地に葬り、浜からたくさんの砂を運び、大きな墓を築いた。沢山の砂浜からを運んで（浜垢離の起源）高い塚を築き、高塚の地名の由来となった。
- 1601年（慶長6年）: 伊奈忠治(関東代官頭)により黒印地5石目を寄進される。
- 1804年（享和4年）: 灯篭を小野田五郎兵衛氏が奉納。
- 1871年（明治4年）: 神仏半然令に従い熊野三社権現から熊野神社へ改称。
- 1910年（明治43年）: 大字高塚が入野村から浅場村へ編入される。
- 1925年（大正14年）3月 : 村社から郷社への昇格をはじめて申請する。
- 1937年（昭和12年）: 灯篭を高橋英一氏が奉納。
- 1940年（昭和15年）: 狛犬を稲垣勇太郎氏、浄水鉢を和久田昂が奉納。
- 1941年（昭和16年）4月10日 : 郷社へ昇格。
- 1965年（昭和40年）: 灯篭を宮崎達氏が奉納。
- 1966年（昭和41年）5月 : 拝殿を改築。
- 1979年（昭和54年）8月 : 別社改築。
- 1981年（昭和56年）7月1日 : 6級社に指定される。
- 1986年（昭和61年）: 手水屋完成。
- 1991年（平成3年）: 旧社務所を駐車場新設のため撤去。
- 1993年（平成5年）10月 : 社務所･授与所完成。
- 2007年（平成19年）5月1日 : 浜松市が政令指定都市に移行されたことに伴い、高塚町が南区となる。
- 2022年（令和4年）5月29日 : 北参道完成。950年祭を斎行。
- 2024年（令和6年）1月1日 : 浜松市の行政区再編に伴い、高塚町が中央区となる。

## 摂末社
別社
- 秋葉神社 - 祭神：火之迦具土大神
- 天白神社 - 祭神：天白之大神
- 八柱神社 - 祭神：天之忍穂耳命、他七神
- 津島神社 - 祭神：素戔嗚尊
- 天照皇大神宮 - 祭神：天照大御神、玉柱屋姫命
- 山住神社 - 祭神：大山祇神
- 福神社 - 祭神：大国主命、事代主命

境内社
- 塚山王子社 - 祭神：若一王子命
- 稲荷神社 - 祭神：倉稲魂命、保食神

## 関連文献
- 静岡県神社庁浜松支部『神社名鑑』
- 磯田道史 『歴史の愉しみ方-忍者・合戦・幕末史に学ぶ』（中公新書、2012年）